# Oriflamme

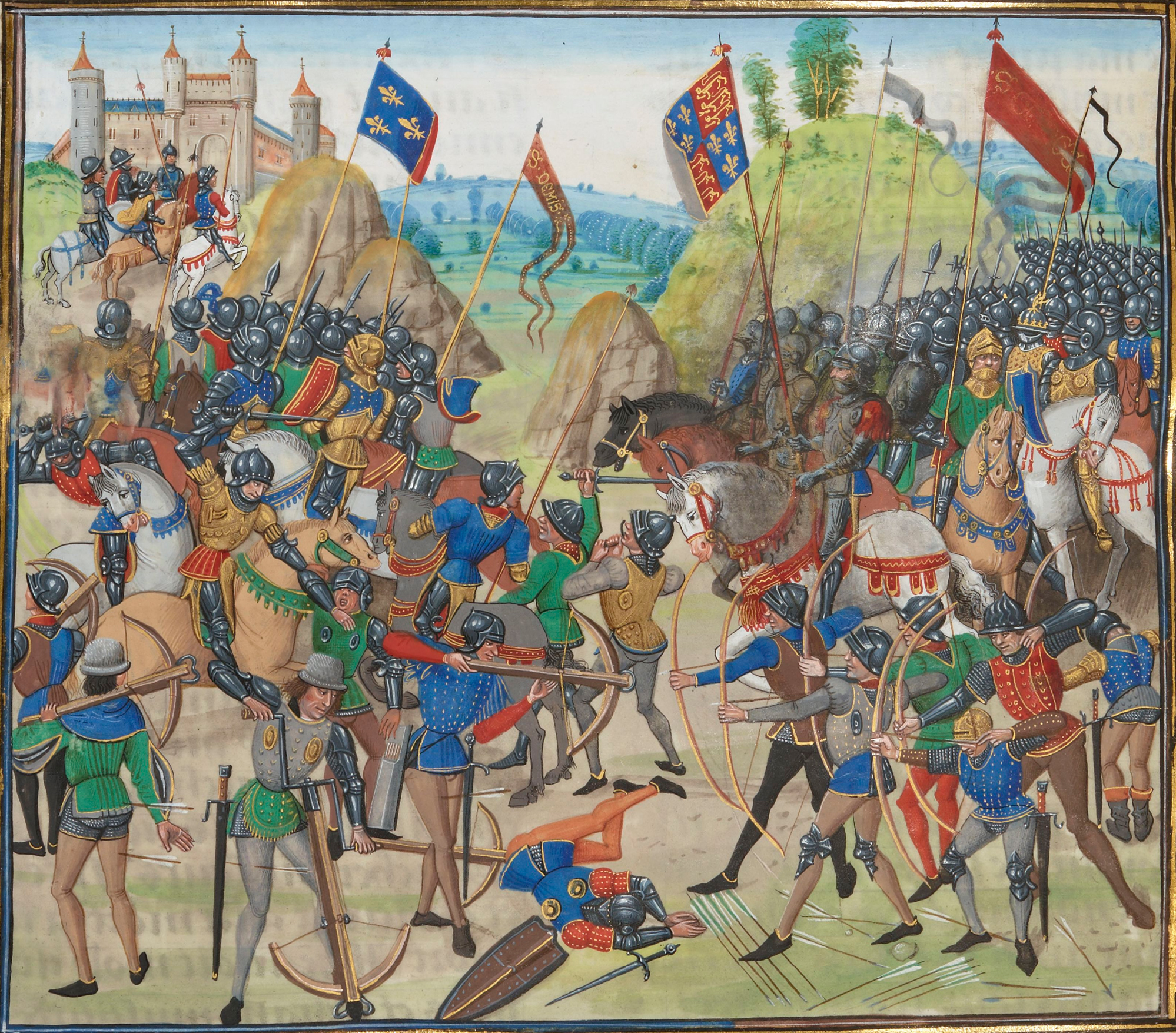
Miniatura przedstawiająca bitwę pod Crécy z widocznym Oriflamme

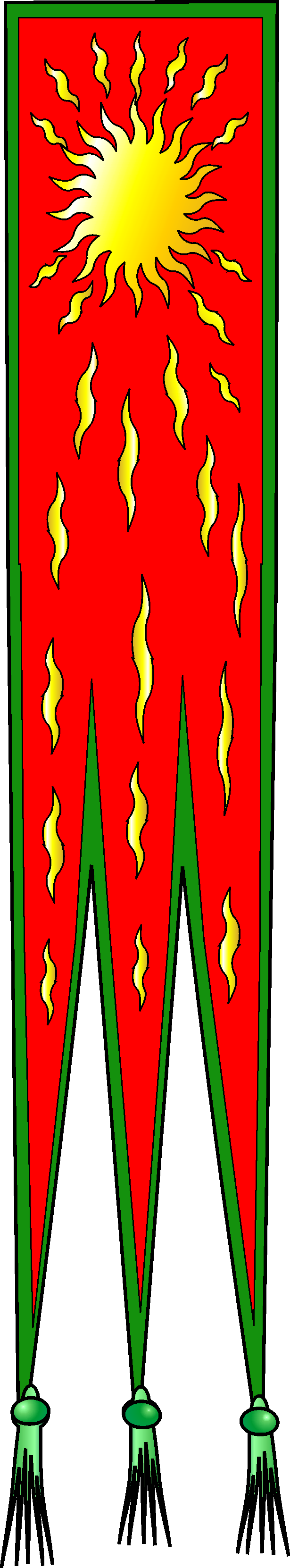
Wyobrażenie Oriflamme

Oriflamme (łac. aurea flamma – „złoty płomień”) – nazwa bojowego proporca królów Francji.
Pierwotnie był to kościelny proporzec opactwa Saint Denis. Ze względu na szczególną rolę św. Dionizego jako patrona Francji i znaczenie symboliczne samego opactwa od XII wieku przyjęty przez królów Francji jako bojowy proporzec. Pierwszy raz Oriflamme jako bojowego proporca użył Ludwik VI w 1121 roku w wojnie z cesarzem Henrykiem V. Niektórzy autorzy uważają jednak, że był to ten sam proporzec co gonfanon Karola Wielkiego, znany jako Montjoie.
Oriflamme był związany z królami z dynastii Kapetyngów, ostatni raz był użyty w bitwie pod Azincourt w 1415 roku, podczas której niosący go chorąży poległ, a sam proporzec zaginął.
Najstarsza forma tego proporca znana jest z opisów i ikonografii m.in. z miniatury w Kronice Froissarta przedstawiającej bitwę pod Crécy.
Był to długi, wąski, jedwabny proporzec barwy jaskrawoczerwonej, o dwóch trójkątnych ogonach ozdobionych złotymi gwiazdami, ozdobiony tej samej barwy napisem S.DENIS.
Późniejszą, najbardziej znaną formą Oriflamme jest proporzec o trzech, trójkątnych ogonach, również barwy jaskrawoczerwonej, z wąskim zielonym obramowaniem, ozdobiony w centrum płatu złotym słońcem i na ogonach złotymi płomieniami.
Proporzec przechowywany był w opactwie Saint Denis, skąd zabierali go władcy Francji wyruszający na wojnę. Symboliczne podniesienie Oriflamme oznaczało początek wojny.
W czasie bitwy proporzec niesiony był przed królem, jako symbol opieki św. Dionizego nad wojskami francuskimi.
Niesienie w bitwie tego proporca było wielkim zaszczytem, wiążącym się też z niemałym niebezpieczeństwem, dlatego chorążymi Oriflamme byli zazwyczaj sławni rycerze, zwykle powierzano tę funkcję marszałkom i konetablom Francji.
Z postacią patrona Francji, św. Dionizego, związane jest również zawołanie bojowe rycerstwa francuskiego Montjoie Saint Denis (fr., „Góra chwały św. Dionizego”).

## Sławni chorążowie Oriflamme
- Geoffroi de Charny – XIV-wieczny rycerz, autor wielu dzieł o sztuce rycerskiej, poległy pod Poitiers w obronie proporca.
- Arnoul d'Audrehem – XIV-wieczny marszałek Francji.